# Thrácká hrobka v Kazanlaku
Thrácká hrobka v Kazanlaku je název thrácké hrobky v Bulharsku, jejíž vznik se datuje do helénistické doby, pravděpodobně do 4. století př. n. l. Nachází se zde velké množství nástěnných maleb, které až do dnešní doby zůstaly dobře zachovány. Hrobka představuje jednu z nejdůležitějších památek na bulharském území. V roce 1979 byla zařazena ke světovému dědictví.

## Galerie

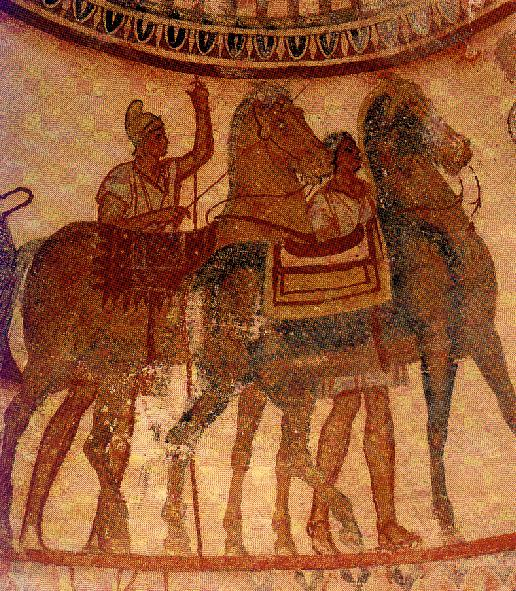
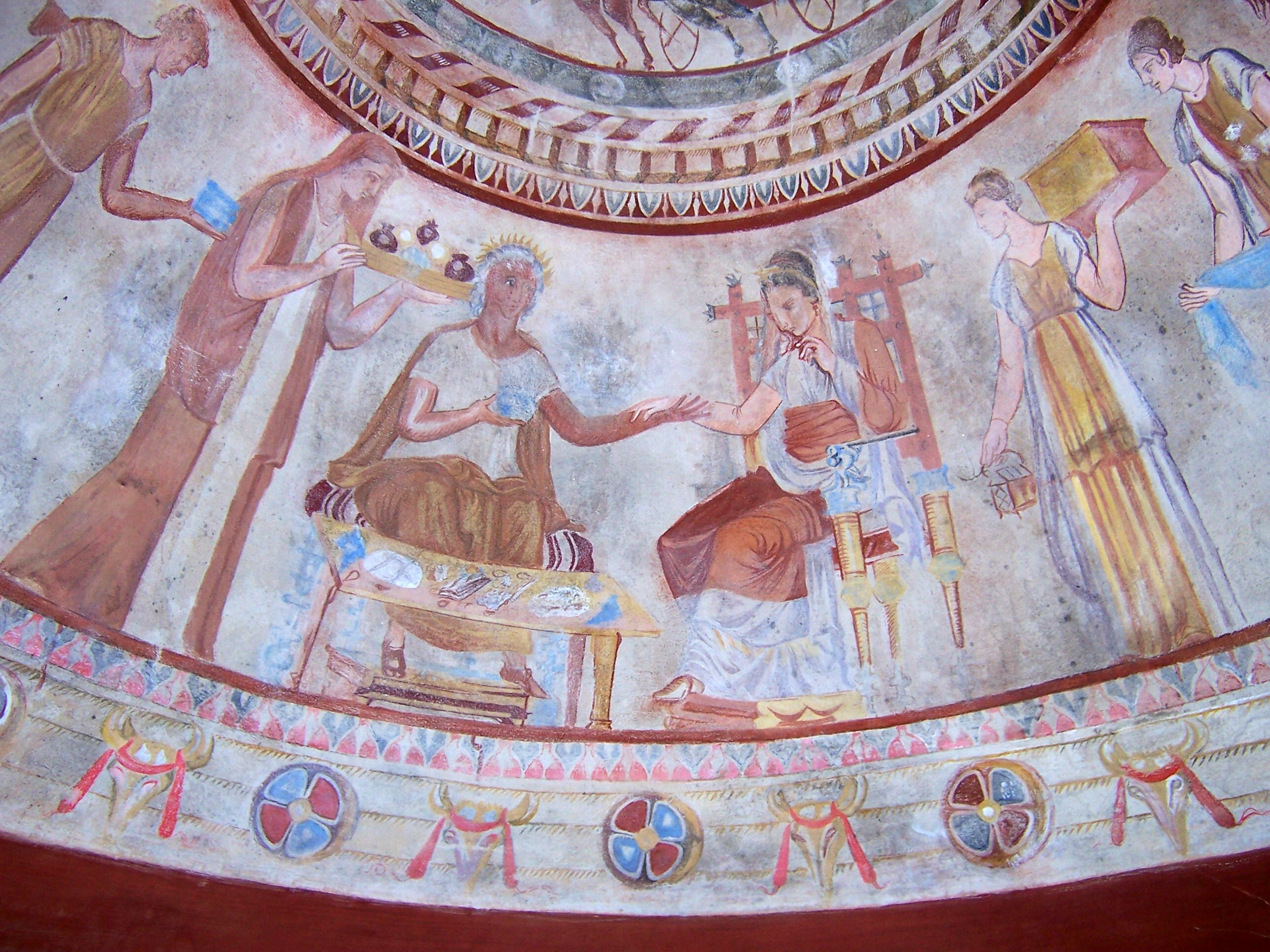
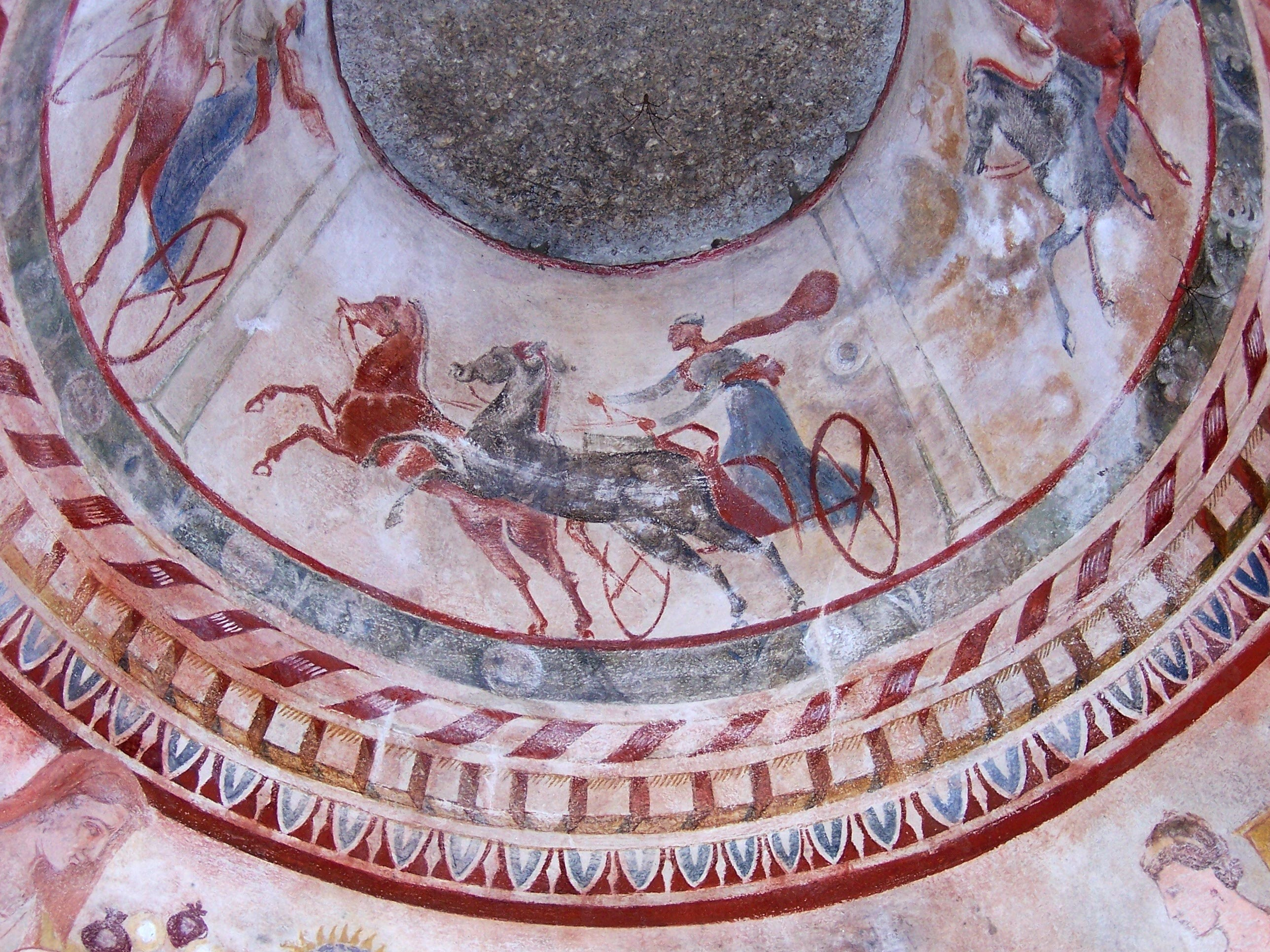
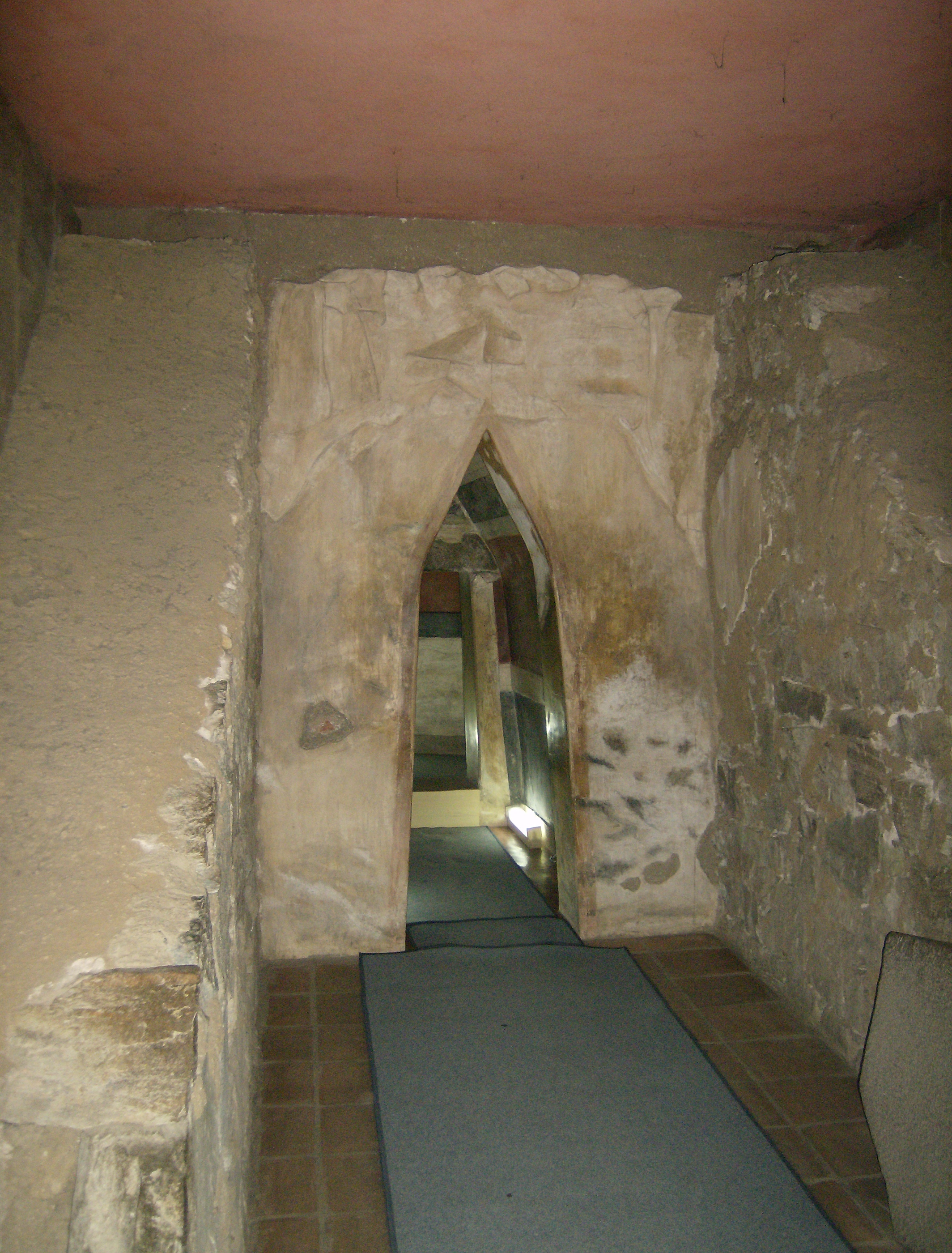
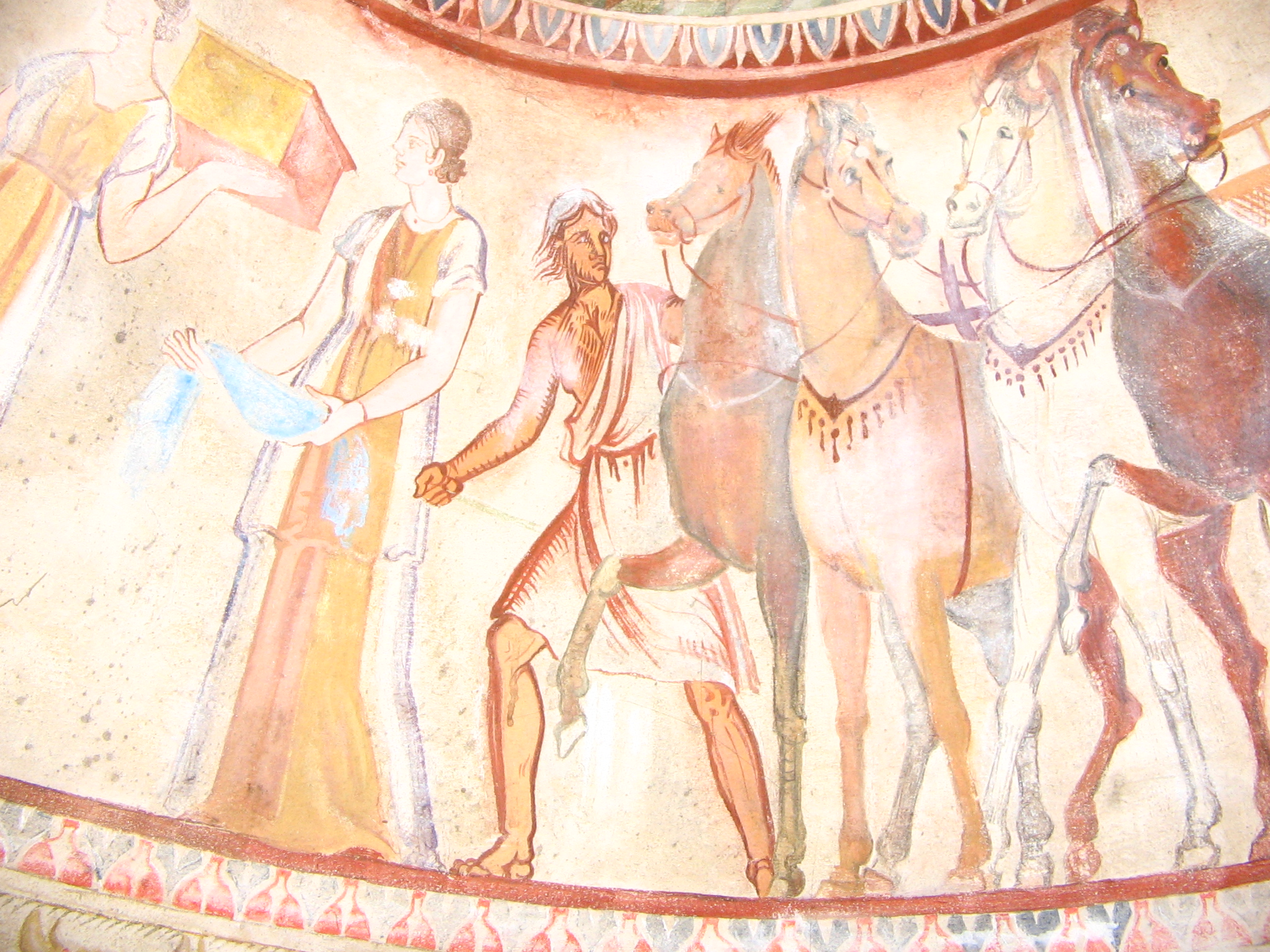
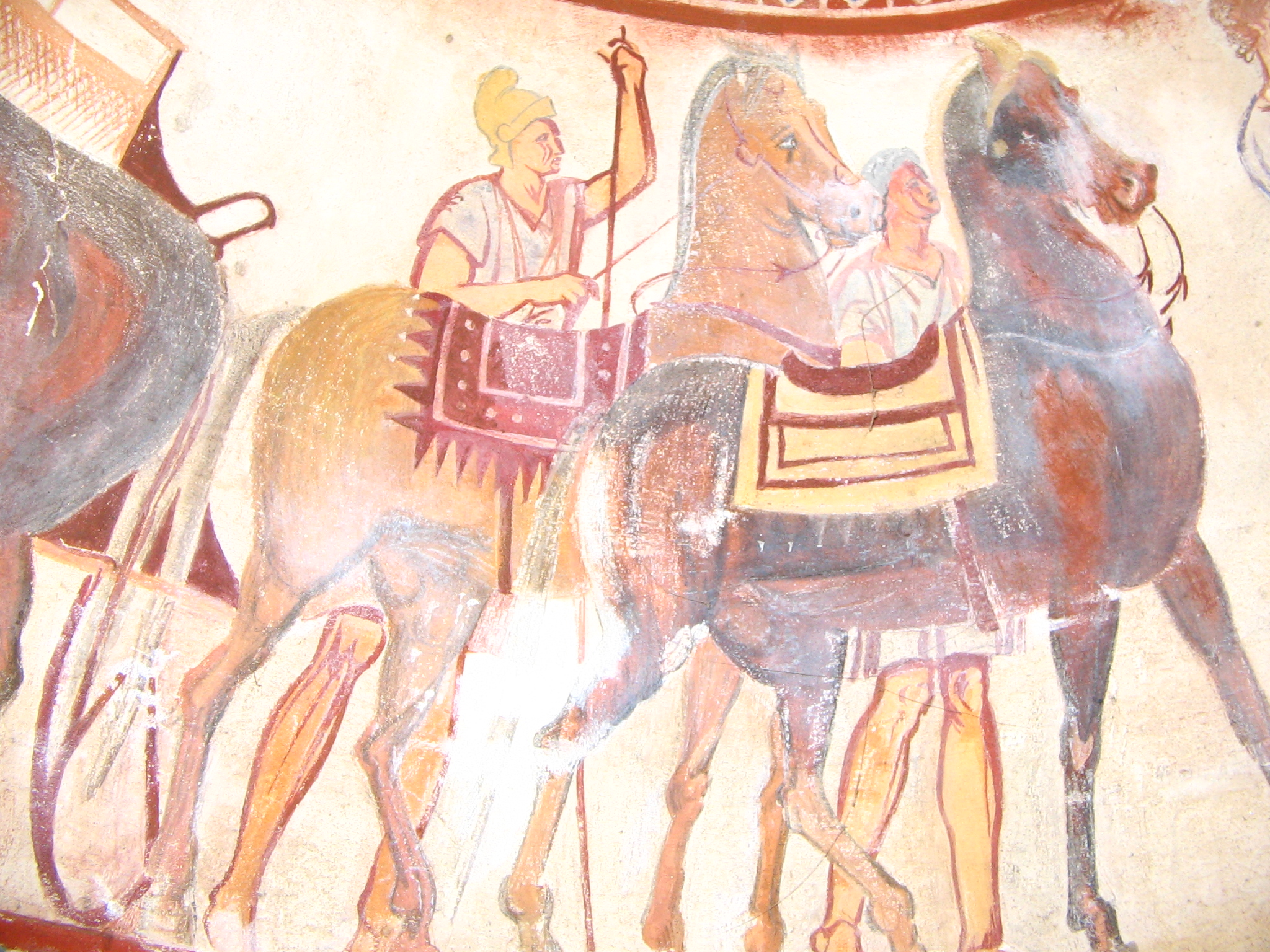
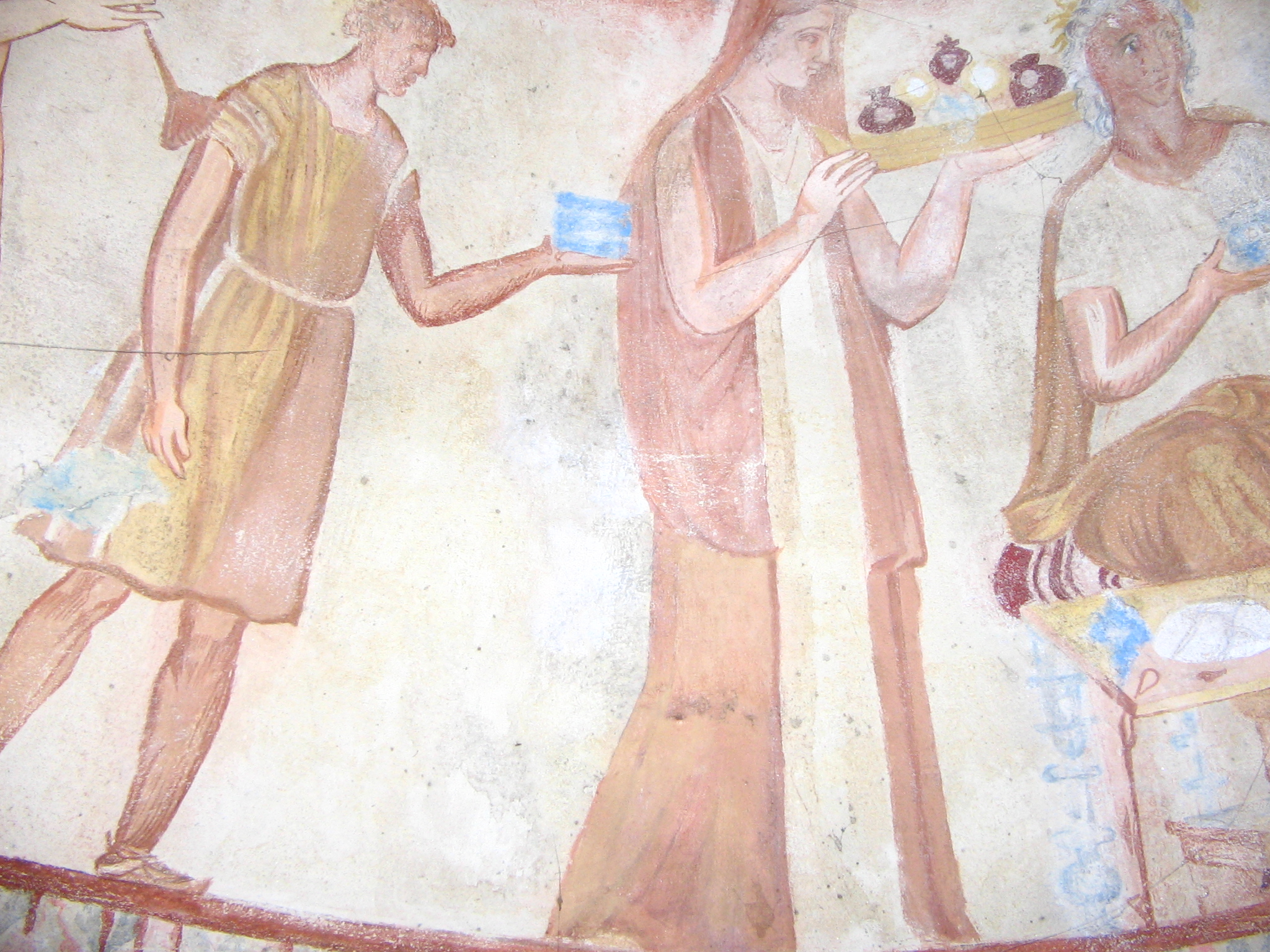
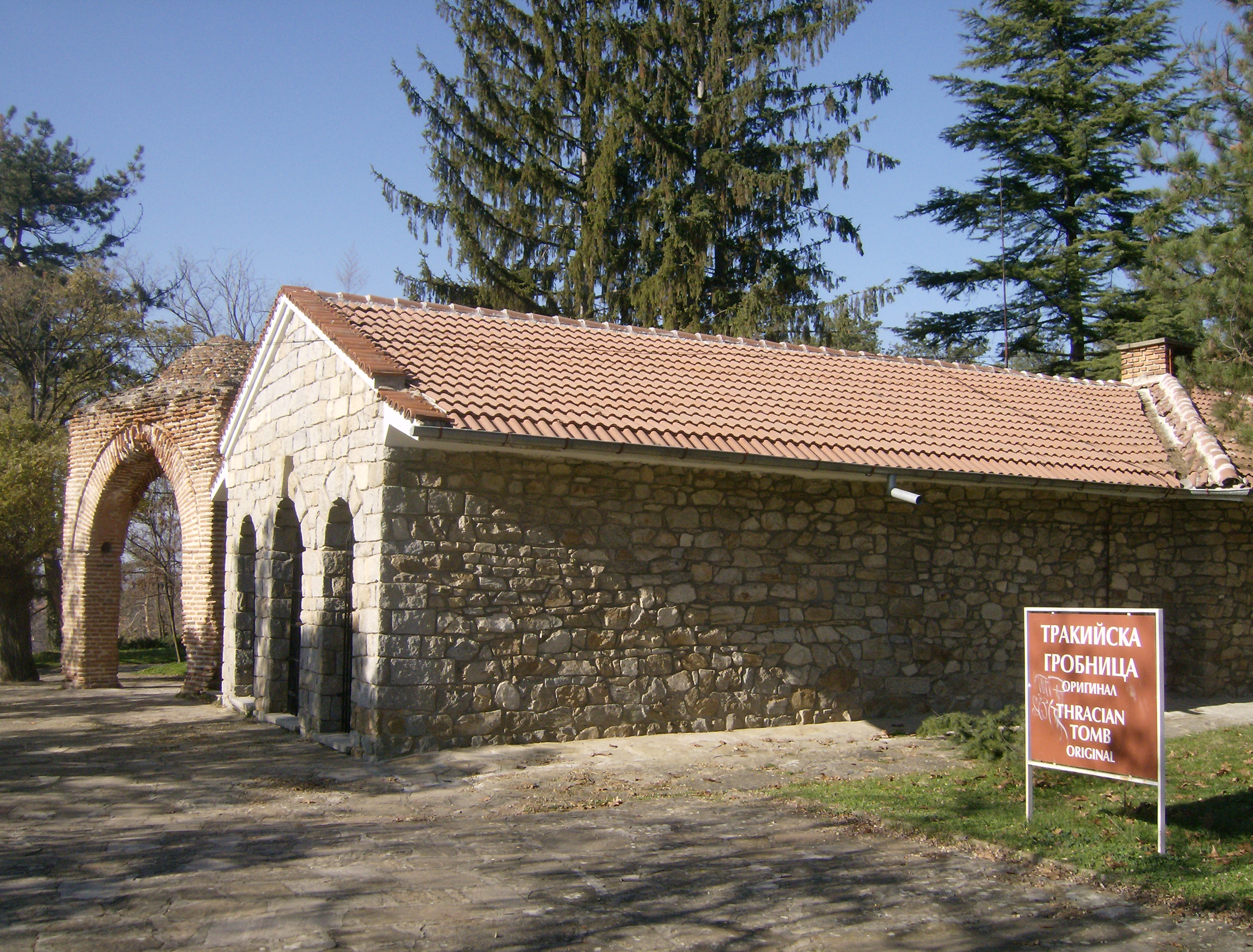
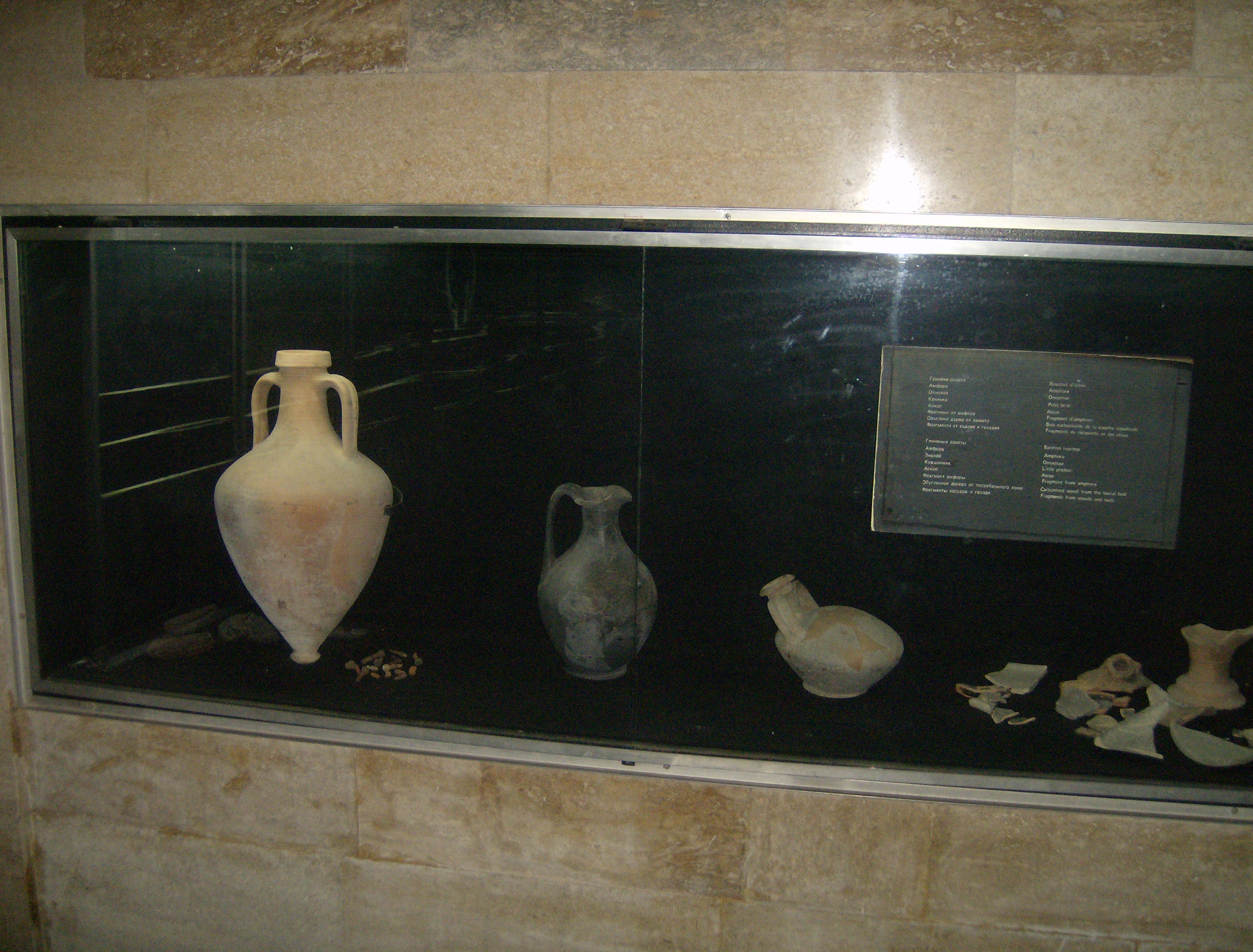
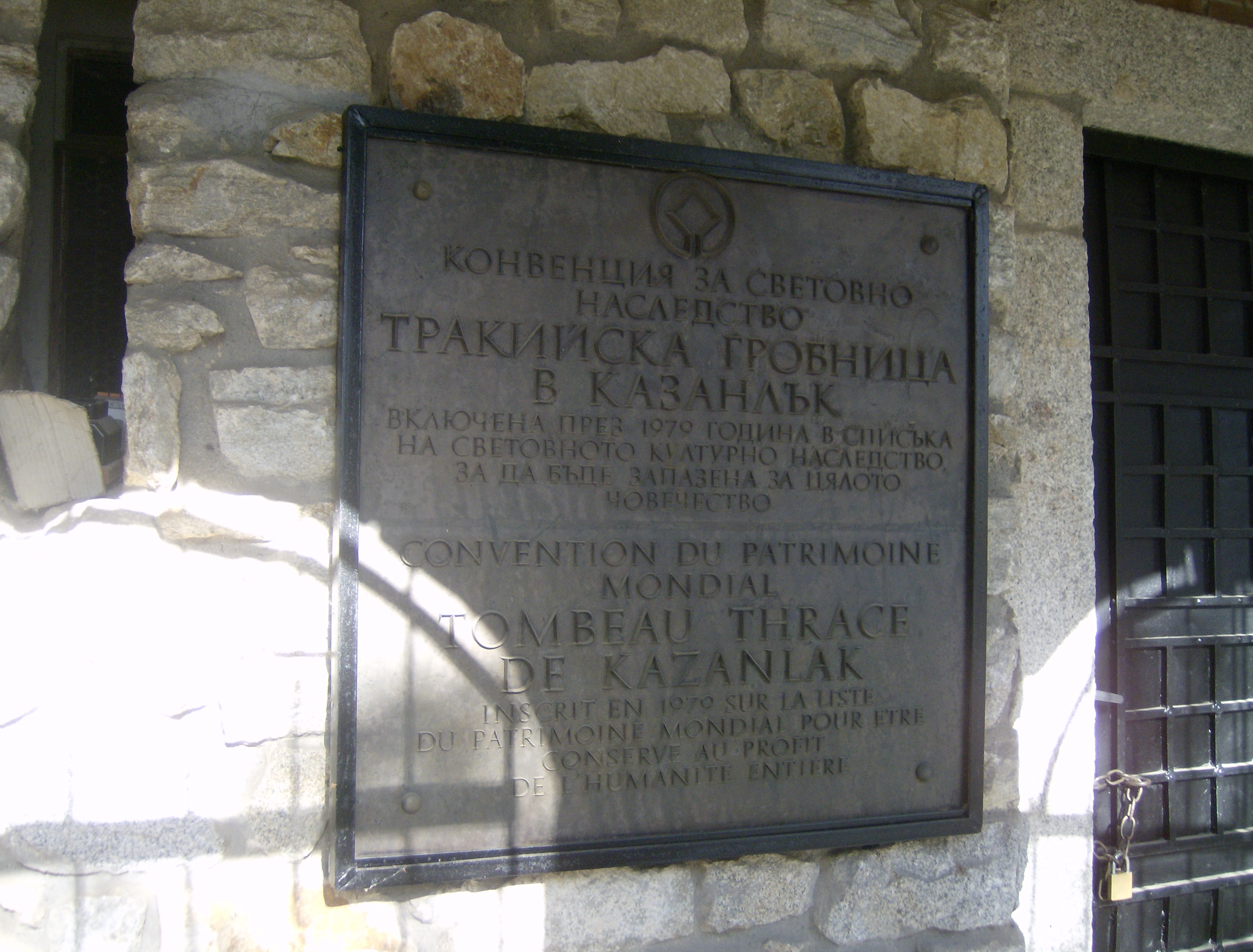
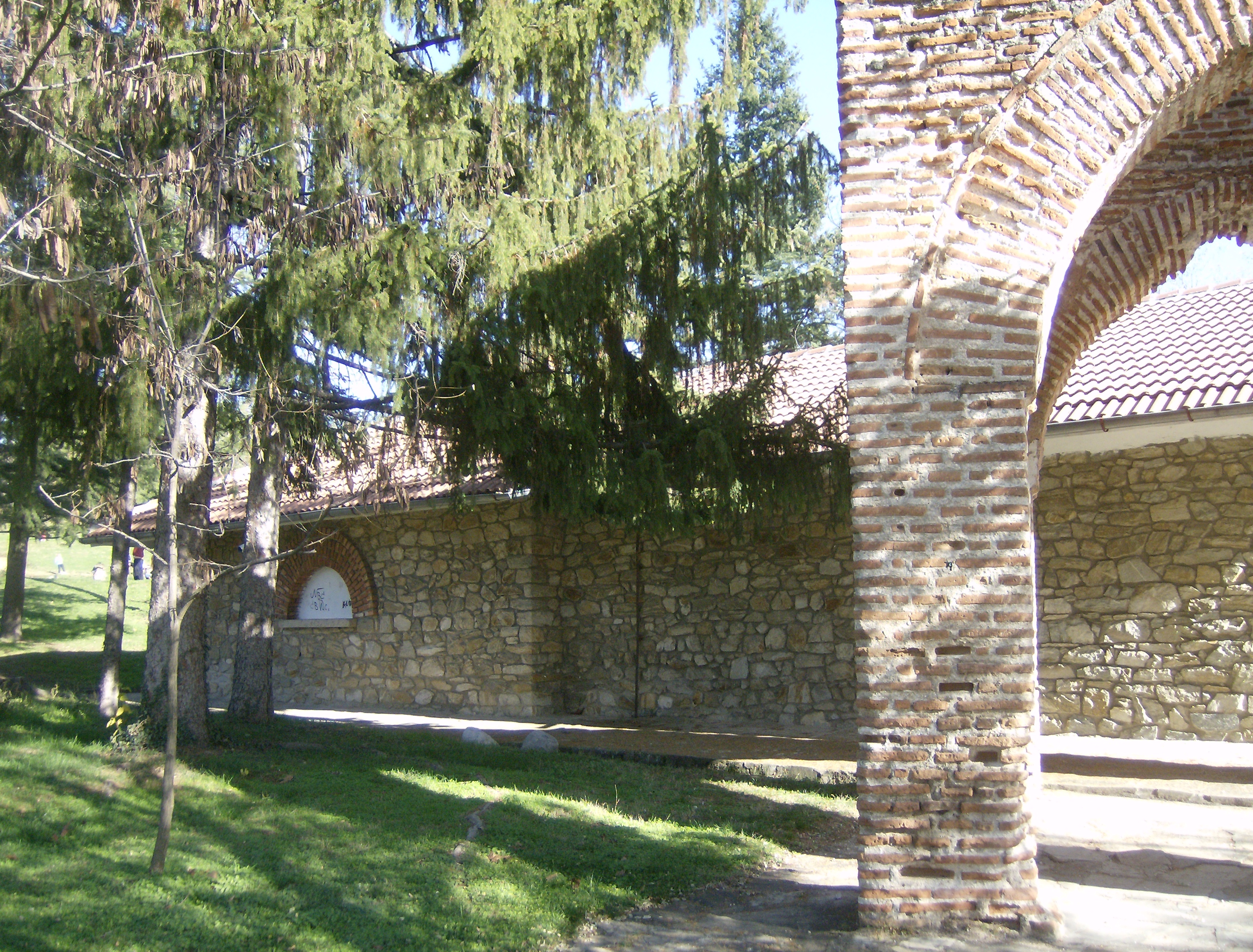
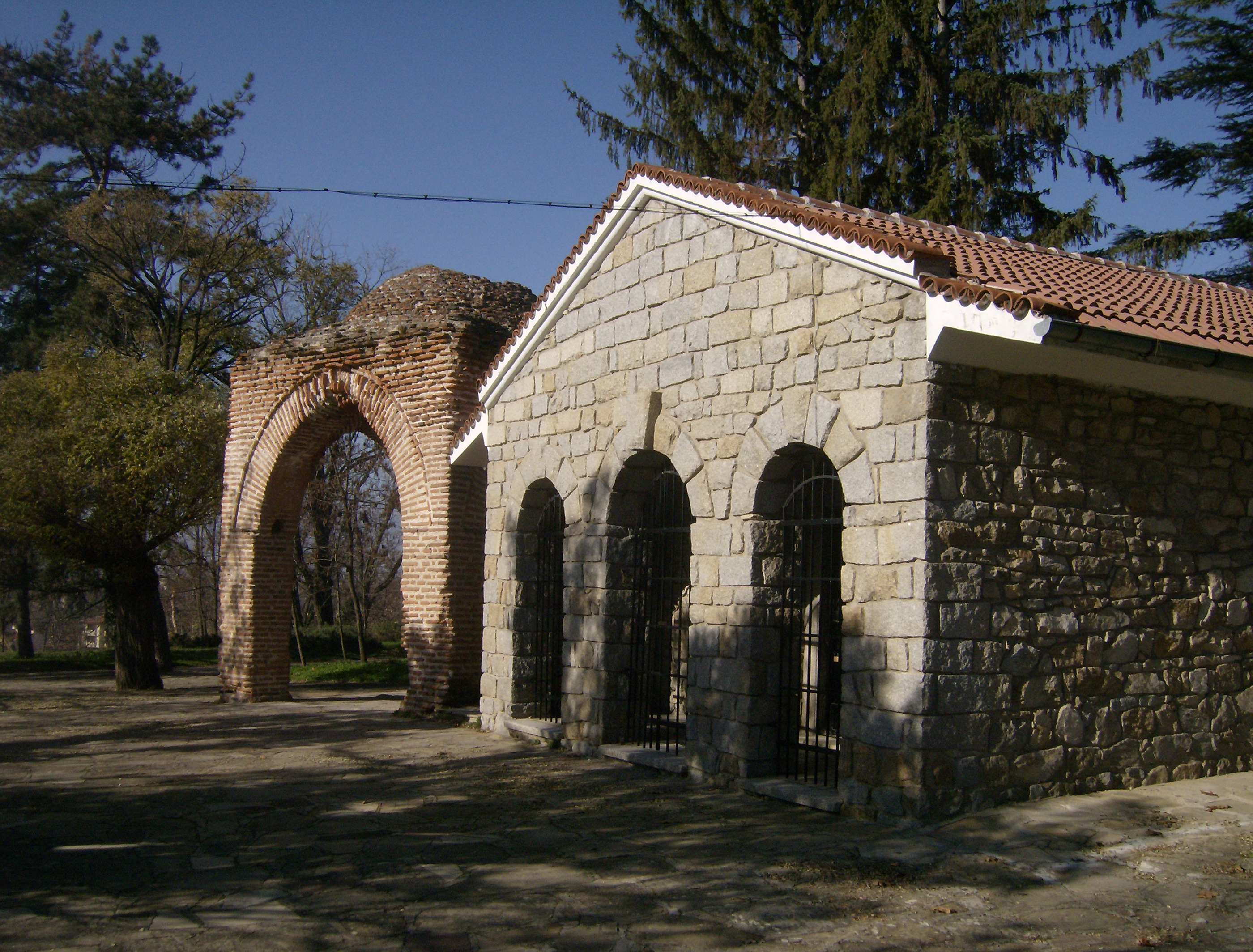